# Lacre

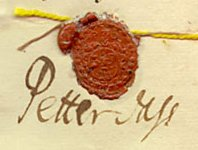
Lacre.

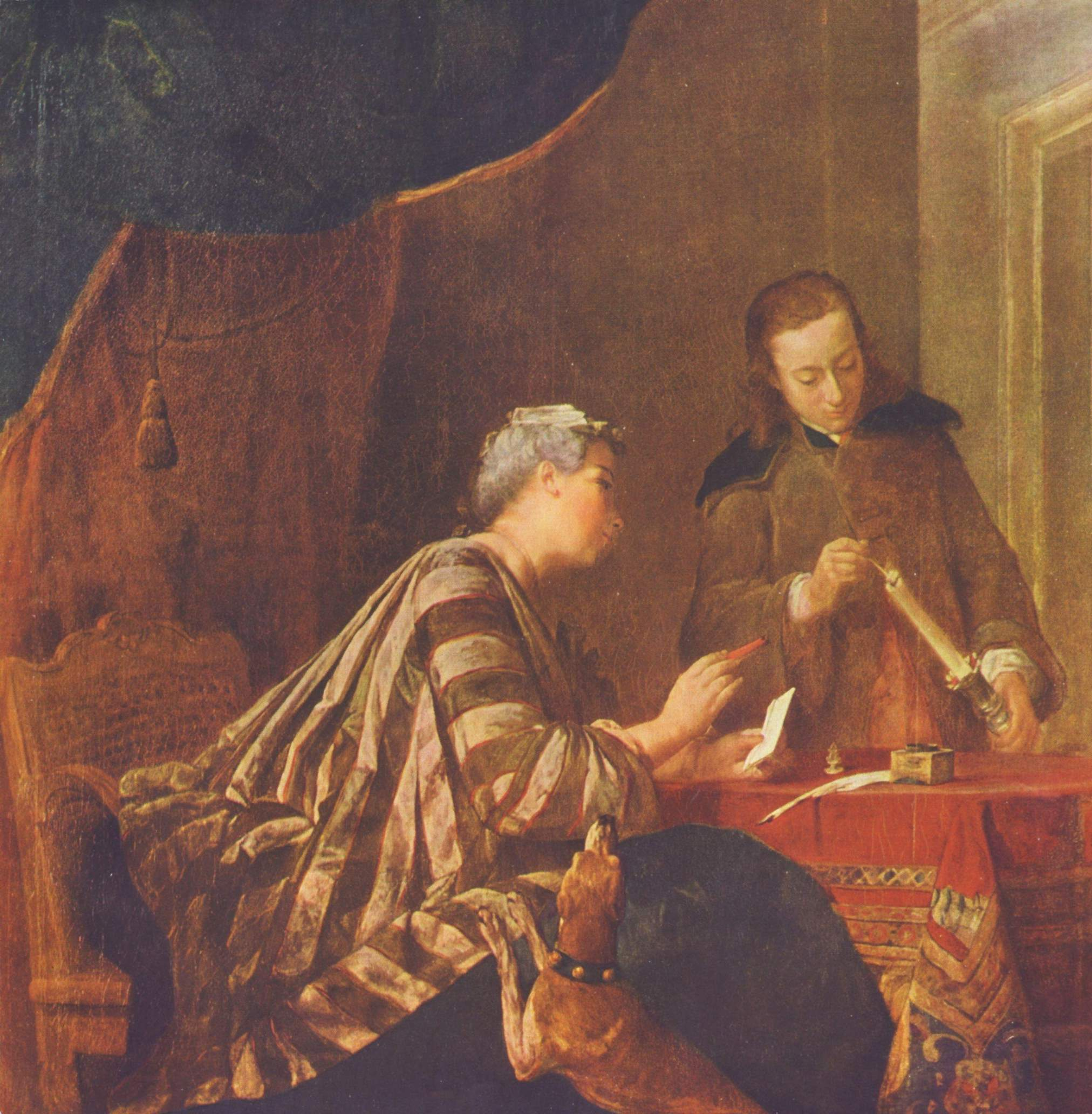
Quadre de Jean Siméon Chardin amb una dona lacrant una carta (1732)

El lacre és una pasta de composició variable, tradicionalment fins al segle XX sovint es feia partir de colofònia, goma laca i trementina, a més de vermelló o un altre colorant mineral. Es fon fàcilment, ja que té una baixa temperatura de fusió i es fa servir en cartes, paquets i en la presa d'algunes mostres per garantir el seu tancament. Els lacres més moderns es fan amb polímers termoplàstics.
Després de fondre's s'endureix ràpidament sobre el paper, els llaços, filferro o altres materials formant una unió que és difícil de separar sense fer un trencament evident. El lacre es fa servir per exemple, verificar que un document no ha estat obert, per mostrar la identitat del remitent (per exemple mitjançant un segell) i amb caràcter decoratiu. Al principi es va fer servir per tancar la mateixa carta i des del segle xvi per tancar els sobres. Abans de l'aparició del lacre els romans utilitzaven betum amb la mateixa intenció.
El lacre es va fer servir per segellar cartes entre els segles xvi i xvii. També es va fer servir per aconseguir la impressió de segells sobre els documents importants, o per a crear un segell hermètic dels contenidors. Actualment es fa servir principalment amb finalitats decoratives.

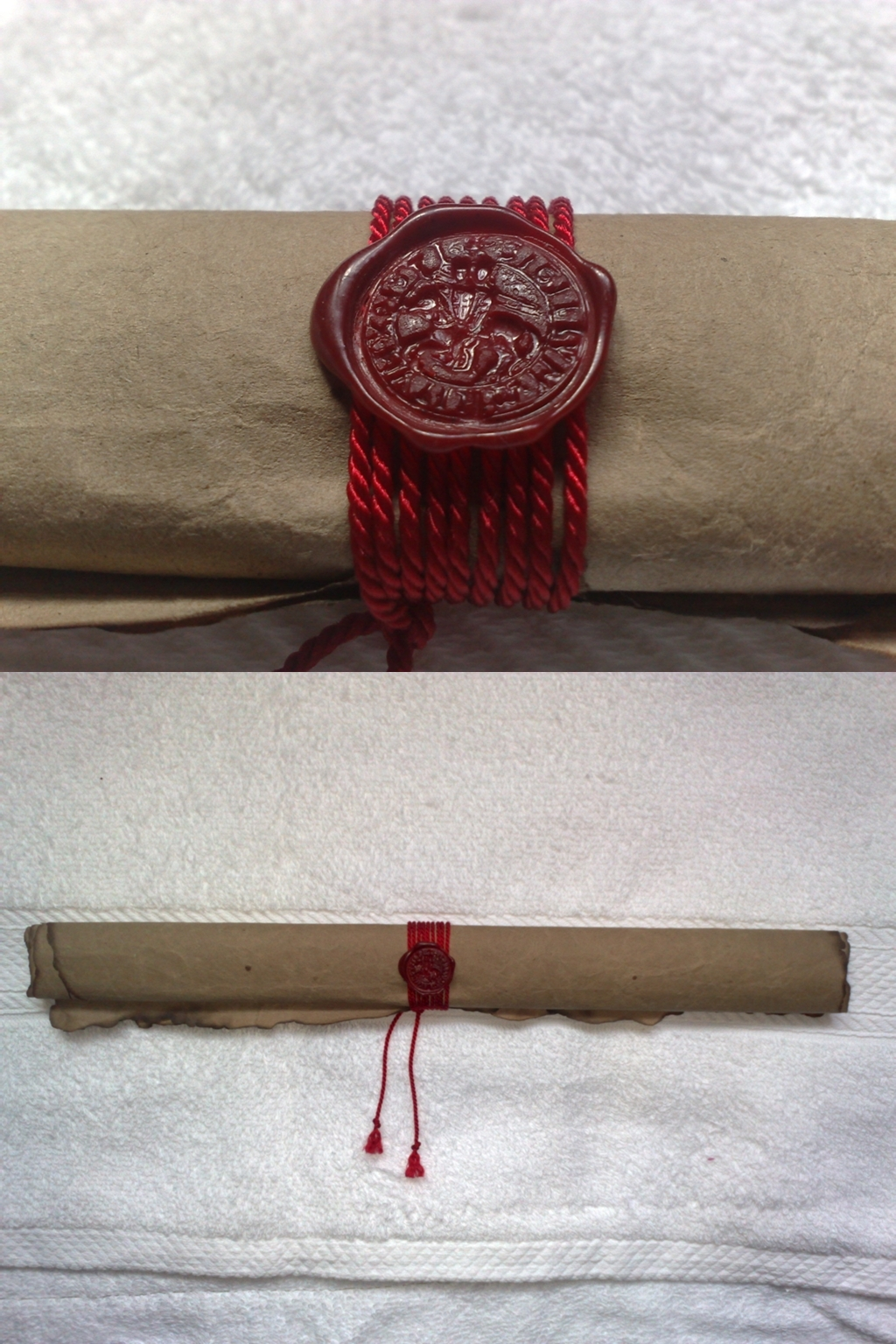
Manuscrit en pergamí, segellat amb el símbol dels Cavallers Templers que porta el lema: "Sigillum Militum Xpisti" que significa Segell de la Milícia de Crist.

## Composició
La formulació varia però el principal canvi va ser amb el descobriment europeu d'Amèrica. A l’Edat Mitjana el lacre es feia típicament a base de cera d'abelles i “trementina de Venècia” que era una resina de color groc verdós extreta de l'arbre làrix europeu. Els primers lacres eren incolors i després es van acolorir de vermell usant el vermelló o el cinabri. A partir del segle xvi la composició no incloïa necessàriament la cera d'abelles. De vegades el lacre estava perfumat.
Al segle xvii es va inventar a Perpinyà un lacre conegut a França com «cire d'Espagne», ja que aleshores el Rosselló formava part de la corona espanyola, el qual estava basat en substàncies portades d'Amèrica.
Cap a 1866 estava disponible en molts colors fent servir diversos additius: daurat (usant la mica), blau (usant esmalt), negre, blanc (usant blanc de plom), groc (usant el mineral de mercuri conegut com a Schuetteita), verd (usant verdigris) i altres. La Corona Britànica feia servir lacres de diferents colors segons els tipus de documents que emetia. Actualment es fan servir colorants sintètics.

## Utilització
El lacre està normalment disponible en forma de barres, de grànuls o com cilindres per a usar amb pistola elèctrica. La barra es fon en un extrem, o els grànuls s'escalfen dins una cullera, normalment mitjançant una flama, quan el lacre encara és tou es pot imprimir amb un segell sovint metàl·lic. El lacre sintètic es fa servir industrialment per lacrar les boques d'ampolles, aquest lacre es talla fàcilment amb un ganivet i es desprèn sense fer-se trossos per la seva gran flexibilitat.

## Anell sigil·lar

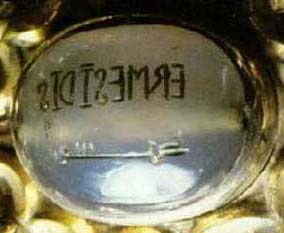
Segell personal d'Ermessenda de Carcassona.
Era utilitzat per signar documents (llegenda invertida) i el seu nom, tant en llatí com en àrab i en ambdós alfabets, «ERMESI[N]DIS», està gravat sobre una calcedònia de tons violats. Fou reutilitzat el 1438 per a embellir la custòdia gironina del Corpus Christi. (Museu Capitular de Girona).

L'anell sigil·lar, anell signatori o segell anular, és un tipus d'anell amb un relleu o incisió en el metall o en una pedra dura encastada, amb el distintiu d'una persona, que serveix com a matriu per a imprimir un segell de lacre i autenticar cartes i documents. Han estat utilitzats des d'època molt antiga entre els egipcis, hebreus, grecs, romans i pobles germànics, i és usat encara en algunes ocasions solemnes. A la catedral de Girona hom conserva el de la comtessa Ermessenda de Carcassona (998-1058) amb inscripció en llatí i àrab. D'altres comtes i bisbes catalans també els usaren.